# William Ojeda
William Orlando Ojeda Orozco (Chivacoa, Venezuela, 26 de diciembre de 1970) es político y periodista venezolano.

## Biografía
Licenciado en Comunicación Social de la Universidad Central de Venezuela (1994) Tesis Mención Publicación. Magíster en Planificación del Desarrollo Global, Centro de Estudios del Desarrollo (CENDES) de la UCV (1996); Doctorado en Políticas Públicas (Estudios del Desarrollo), Tesis Mención Especial del referido centro de altos estudios (2009). Posdoctorado en América Latina en el contexto Global, realizado en la Universidad Andina Simón Bolívar, instancia académica del Sistema Andino de Integración y la Comunidad Andina de Naciones (CAN), año 2022. 
En 1991 obtiene el Premio al mejor trabajo de investigación en el seminario sobre el ejercicio del periodismo en situación de riesgo, patrocinado por la Federación Internacional de Periodistas (FIP), la Asociación Nacional de Periodistas del Perú (ANP) y la Escuela de Comunicación Social de la Universidad Central de Venezuela. En 1992 trabajó como reportero en la Cadena de Publicaciones Capriles, llegando a estar encargado de las entrevistas centrales de personalidad de la Revista Elite. En 1995 entra a empresas 1BC, con el relanzamiento en formato informativo de RCR (Radio Caracas Radio), donde produjo y dirigió el popular programa Revisando los hechos, entre otras responsabilidades. Del mismo modo participó en programas del canal Venevisión y condujo la producción Otra Voz transmitido por Globovisión. Ha estado en la dirección de propuestas periodísticas impresas, radiales, televisivas y medios digitales en varios países de Latinoamérica.   
En el 2002 fundó el icónico partido Un Solo Pueblo, con la intención de proponer un mecanismo de unión de todos los venezolanos, todas las clases sin importar sus corrientes, pero el esfuerzo hubo de ser postergado ante la cruenta polarización que sacude desde hace décadas a la sociedad venezolana. Miembro del Parlasur, órgano legislativo del MERCOSUR entre 2014 y 2016. Autor de más de una docena de títulos; entre sus últimas obras se encuentran Venezuela: Capitalismo o Socialismo, una búsqueda inconclusa (2017), La Fuerza del Perdón (2018), Comunicación y Sociedad en la Era Digital (2019), Un Camino a la Santidad. Elogio a la política y la participación (2023). Integrante desde 2017 del International Reviewers Boardl de la Revista científica Retos de la Ciencia. Su investigación posdoctoral es considerada como muy relevante por parte del mundo académico. Al respecto la prestigiosa catedrática alemana residenciada en Suramérica, Miriam Lang, señala lo siguiente: "El amplio inventario y revisión comparativa de gran cantidad de índices alternativos que hace el Dr. Ojeda, es un inmenso aporte al debate latinoamericano."
En 1997 recibió la gracia de un Indulto Presidencial por parte del Mandatario Rafael Caldera, luego que por defender el contenido de su libro sobre el poder judicial Cuánto vale un Juez (1996), fuera enjuiciado y encarcelado durante los años 1996-1997. El Presidente Caldera a comienzos de su segundo mandato le concedió la Orden José Félix Rivas, en su Primera Clase, galardón con el que se distinguía a los jóvenes más destacados a nivel nacional. 
Electo en 1999 para la Asamblea Nacional Constituyente, por lo que se convirtió en la persona más joven en redactar la Carta Magna vigente en Venezuela desde entonces, y para cuyo proceso fue el dirigente con mayor cantidad de votos de todos los Constituyentes circuitales del país; fue respaldado en aquella ocasión por el Movimiento V República (MVR) del presidente Hugo Chávez, poco después se separó de esta organización. El 26 de julio de 2002 las autoridades le aprobaron la creación del partido Un Solo Pueblo, el cual lo postuló como candidato a la alcaldía del Municipio Sucre de Caracas sin embargo a pocos días de la elección retiró su candidatura. Posteriormente en octubre de 2005 se presenta como precandidato para las elecciones presidenciales de 2006, pero decide darle su apoyo a Manuel Rosales quien se convertiría en el candidato unitario de la oposición venezolana y rescataría la fe en el voto luego del abstencionismo opositor de 2005. Ojeda trabajó activamente en la campaña presidencial de Rosales y en 2007 decide cerrar el capítulo de Un Solo Pueblo e integrarse en el partido Un Nuevo Tiempo, del que fue su Vicepresidente de Asuntos Sociales. 

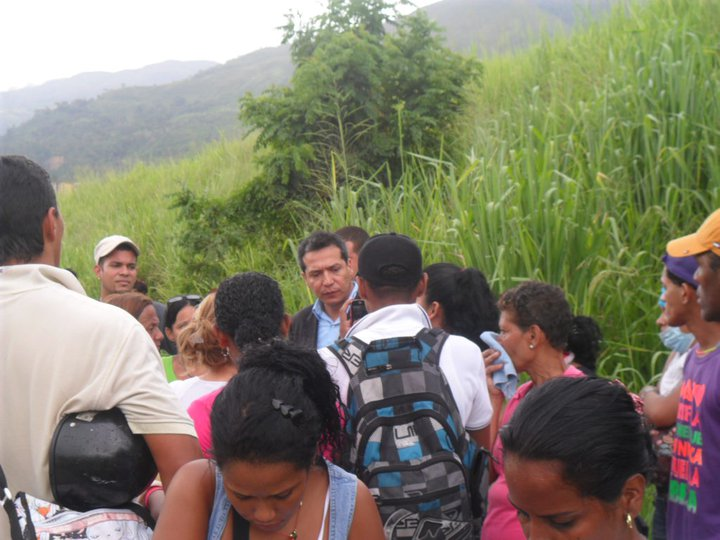
William Ojeda con los familiares de la Cárcel de El Rodeo.

En 2008 presentó su precandidatura para las alcaldías de Sucre y luego para la Metropolitana de Caracas (Alcaldía Mayor), opciones que de forma consecutiva sacrificó para favorecer a la Unidad Democrática. Luego del notable gesto de desprendimiento de Ojeda, éstas se resolvieron a favor de Carlos Ocariz y Antonio Ledezma respectivamente. En las elecciones parlamentarias de septiembre de 2010 es elegido diputado nacional. 
En febrero de 2012 Ojeda participa en las primarias de la oposición, como precandidato a la Alcaldía del Municipio Sucre (Miranda) por el partido, elecciones que pierde por un estrecho margen. En septiembre del mismo año, es suspendido del partido Un Nuevo Tiempo. El 3 de octubre de 2012, cuatro días antes de celebrarse las Elecciones presidenciales de Venezuela de 2012, hace un llamado a votar por el candidato oficialista Hugo Chávez.

## Controversia en las elecciones parlamentarias de Venezuela de 2015
Ojeda se postuló como candidato por el partido oficialista Partido Socialista Unido de Venezuela por el circuito 3 del estado Miranda para las Elecciones parlamentarias de Venezuela de 2015.
Al mismo tiempo, fue candidato por el mismo circuito con el partido Movimiento de Integridad Nacional-Unidad (MIN Unidad). Su candidatura estuvo llena de controversia al presentarse en un partido tradicionalmente opositor que meses antes fue intervenido por el Tribunal Supremo de Justicia de Venezuela.
Para estas elecciones, el partido MIN Unidad adoptó colores similares al partido opositor Mesa de la Unidad Democrática (cuyo nombre en el tarjetón electoral era MUD Unidad). El eslogan del partido, Somos la oposición, junto a su similitud visual y posicionamiento en el tarjetón, hizo que muchos dirigentes opositores condenaran la candidatura de Ojeda como una estrategia del oficialismo. Debido a la doble candidatura de Ojeda, los votos recibidos por su candidatura con el partido MIN Unidad contarían hacia su candidatura chavista.